# Karl Turban
Karl Turban (* 7. November 1856 in Karlsruhe; † 5. April 1935 in Maienfeld) war ein deutscher Lungenfacharzt in Davos.

## Leben
Turban hatte sich in Weinheim als praktischer Arzt niedergelassen, als er von der Entdeckung des Tuberkelbazillus hörte. Er begab sich nach Berlin, um das damals neue Fach der Bakteriologie kennenzulernen und wurde Assistent von Robert Koch. Dort erkrankte er an Tuberkulose. Es folgten mehrere Aufenthalte an der Riviera. Auf Empfehlung wurde ihm die ärztliche Leitung des neu geplanten Davoser Sanatoriums übertragen. Bevor er seine neue Aufgabe antrat, ging Turban zwei Wochen nach Falkenstein, um die Behandlungsmethoden von Peter Dettweiler kennenzulernen.
1893 erschienen Turbans Normalien für die Erstellung von Heilstätten für Lungenkranke in der Schweiz. 1902 wurde er erster Präsident der Schweizer Vereinigung gegen Tuberkulose. 1926 wurde er Mitglied der Deutschen Akademie der Naturforscher Leopoldina.
Der Geheimrat Turban galt als internationale Kapazität in der Tuberkulosebehandlung. Er wurde Ehrenbürger von Davos.

## Davos – vom „immunen“ zum „disziplinierten“ Kurort
Die Davoser Kurhotels ließen sich nicht vergleichen mit den Heilstätten nach den Vorbildern von Hermann Brehmer und Peter Dettweiler. Es waren offene Anstalten für Kurgäste und Tuberkulosekranke ohne strenge Kurordnung. Die Kurgäste wurden von Ärzten betreut, es war ihnen selbst überlassen, ob sie dem Rat der Ärzte folgen wollten. Es wurde von ihnen Selbstdisziplin und Motivation zur Einhaltung der Vorschriften erwartet, sie standen aber kaum unter Kontrolle.
Peter Dettweiler äußerte, dass in Davos die Zügel straffer angezogen werden müssten. In den Davoser Blättern wurde ihm 1886 entgegnet: „Wer an einem Kurort sich nicht so zu beherrschen weiss, wie es seine Krankheit fordert, der hat auch in einer Anstalt wenig Aussicht auf dauernde Heilung; das Übel kehrt zurück, sobald der Anstaltszwang aufhört. Leichtsinnige Lungenkranke sind ein für alle Mal dem Tod verfallen: sie sind nicht zu retten, auch wenn die ganze Welt in eine geschlossene Anstalt verwandelt wird. Man mag das beklagen, zu ändern wissen wir es nicht.“
Doch auch im offenen Kurort Davos mehrten sich die Stimmen, welche eine strengere Disziplin und kontrolliertere Behandlungsmethoden forderten, dass Davos nicht ein Konglomerat von Hotels, sondern ein Kurort sein soll, in welchem die größeren Häuser wirkliche Heilanstalten sind.
Der Glaube an das Hochgebirge als Heilfaktor bei Lungentuberkulose sank.
Turban zeigte sich 1889 wenig erfreut über die Zustände in seinem künftigen Arbeitsort Davos: „Fiebernde und Blutspuckende werden auf Bergspaziergänge geschickt. Bei den regelmäßigen Bierkonzerten im Kurhaus singen Kehlkopfkranke die Trinklieder nach Kräften mit. Bei Festlichkeiten in den Hotels tanzen schwerkranke Herren und Damen in betrunkenem Zustand – und die Ärzte schauen zu.“

## Sanatorium Turban

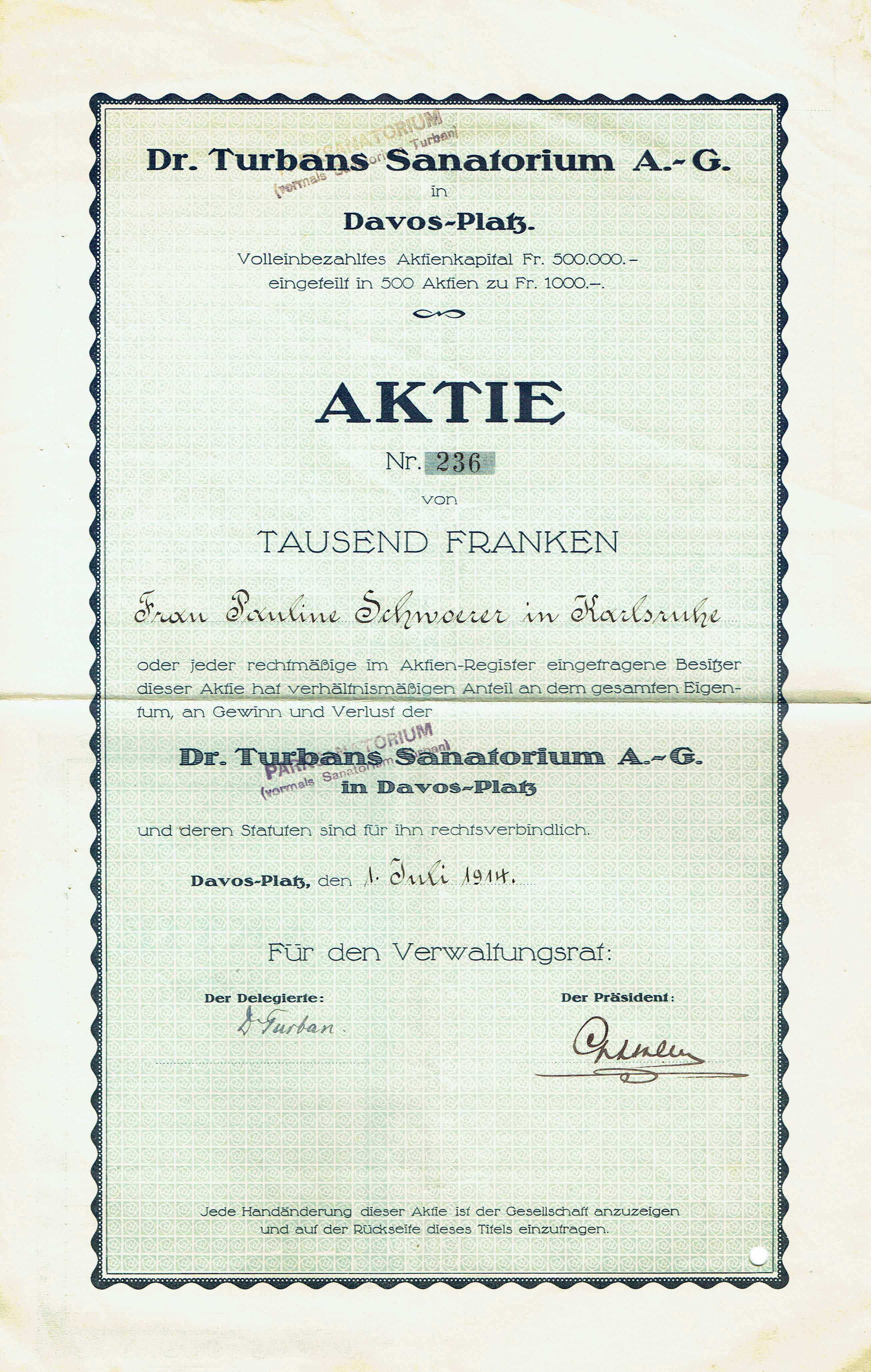
Aktie über 1000 Franken der Dr. Turbans Sanatorium AG vom 1. Juli 1914; mit Unterschrift von Karl Turban

Sanatorium Turban, Davos 1906

Sanatorium Turban, Davos 1901

Sanatorium Turban, Davos 1906

1889 eröffnete Turban im Alter von 33 Jahren die erste geschlossene Tuberkuloseheilstätte im Hochgebirge, das Sanatorium Turban mit 70 Betten. Er führte die Freiluft-Liegekur nach Dettweilerschen Grundsätzen ein. Turban verband die Wirkung des Höhenklimas mit der strengen Liegekurbehandlung. Er machte aus dem offenen, »immunen« den »disziplinierten« Kurort Davos.
Mit der Eröffnung des Privatsanatoriums Turban, dem späteren Parksanatorium, trat der entscheidende Umschwung in Davos ein, welcher um die Jahrhundertwende ihren Höhepunkt hatte. Das neue Sanatorium wurde nicht nur durch seine Behandlungsmethoden nach Dettweilerʼschen Prinzipien, sondern auch in seiner architektonischen Gestaltung richtungsweisend für die zahlreichen Sanatorien, welche in Davos entstanden.
Alle Gästezimmer waren nach Süden ausgerichtet, die schmalen Veranden wurden durch breite Balkone für Betten und Liegestühle ersetzt und als wichtigstes Hilfsmittel für die Durchführung der Freiluftliegekur, entstanden wetter- und windgeschützte sonnige Liegehallen. Sie waren der eigentliche Tagesraum der Kranken und konnten von allen gleichzeitig von früh bis spät benutzt werden.
Auch Turbans persönliches Vorbild setzte sich durch. Um die Skepsis gegenüber der strengen Liegekur zu zerstreuen und die Patienten zur disziplinierten Einhaltung der Kur zu bewegen, lag Turban selbst nachmittags mit ihnen in absoluter Ruhe in der Liegehalle. Keiner hätte gewagt, auch nur eine Zeitung zu lesen, geschweige denn, sich mit Mitpatienten zu unterhalten.
Turban konnte unbestreitbare Erfolge aufweisen, und aus aller Welt strömten Patienten in sein Sanatorium. Das in 1570 Meter über dem Meeresspiegel gelegene Sanatorium Turban wurde später zum Parksanatorium Davos.

## Vorbilder und Weggefährten
Robert Koch, Hermann Brehmer, Peter Dettweiler, Alexander Spengler, Willem Jan Holsboer